# Le Carnaval des Animaux
Le Carnaval des Animaux - Grande Fantaisie Zoologique ("Het Carnaval der Dieren") uit 1886 is een 14-delige compositie voor ensemble of klein orkest van de Franse componist Camille Saint-Saëns (1835-1921).
Saint-Saëns beeldt in de compositie, op een paar stukken na, een aantal dieren uit. Het zijn voornamelijk de karakteristieke eigenschappen van de dieren die, een beetje spottend maar soms ook zeer treffend, weergegeven worden.
Saint-Saëns schreef het werk puur en alleen voor het plezier van zichzelf en zijn vrienden. Tijdens zijn leven werd het stuk slechts één keer voorgedragen, en dat was binnen de privésfeer. Saint-Saëns stond publicatie van het werk tijdens zijn leven niet toe. De waarschijnlijke reden is dat Saint-Saëns een dergelijk satirisch en humorvol stuk niet vond passen bij een componist op het hoogtepunt van zijn carrière. Het werk bleef bijna 30 jaar liggen en werd pas in 1922 voor het eerst uitgegeven. In de loop der tijd won het enorm aan populariteit.

## Bezetting
Pour Ensemble de chambre ou petit Orchestre (voor kamerensemble of klein orkest). In de partituur zijn de volgende instrumenten voorgeschreven: 1 piccolo, 1 fluit, 2 klarinetten (in B en in C), 1 glasharmonica, 1 xylofoon, 2 piano's, violen 1 en 2, altviolen, cello's, en contrabassen. De inzet van de instrumenten varieert per deel. In plaats van de glasharmonica wordt ook wel gebruikgemaakt van een glockenspiel of een celesta.

## Bespreking

### I.Introduction et Marche Royale du Lion
"Introductie en Koninklijke Mars van de Leeuw" - Andante maestoso. De tremolo van de piano's gaat mee in de toonsterkte van de strijkinstrumenten, hierdoor wordt een bepaalde spanning opgebouwd tot aan de speelse glissando's van de piano.
De mars (allegro non troppo, piú allegro) wordt geopend met de piano's die in een matig snel tempo C-majeurakkoorden achter elkaar spelen, hierna wordt het majestueuze deel ingezet waar de piano en strijkinstrumenten te horen zijn. Hierna volgen 4 chromatische toonladders die worden gespeeld door violoncello, contrabas en piano. Met tussendoor akkoorden die door piano en viool worden gespeeld, hierna is het majestueuze thema nog een paar keer te horen, maar nu hoger, tot een chromatische toonladder het deel op een plotse wijze afsluit.

### II.Poules et Coqs
"Kippen en Hanen" - allegro, animato. Een snel, tikje schertsend deel dat door strijkinstrumenten met tussendoor solo-pianostukjes wordt onderbroken. Het deel lijkt te zijn geïnspireerd op J.-Ph. Rameaus La Poule uit diens klavecimbelsuite in G-majeur. Na een tempowisseling komt het deel onverwacht tot een einde.

### III.Hémiones (Animaux véloces)
"Muilezels of Snelle Dieren" - presto furioso. Een zeer snel stuk voor pianosolo dat furieus en erg gelijk gespeeld moet worden. Het stuk heeft twee partijen, elk voor één piano. Partij 1 begint op C3, Partij 2 op C2. Het moet ondanks de snelheid wel helder en gelijk gespeeld worden. Het sluit af met een ongelijkmatige toonladder en twee akkoorden.

### IV.Tortues
"Schildpadden" - andante maestoso. Langzaam, majestueus en helder. De piano speelt het hele stuk door akkoorden aan die langzamerhand steeds hoger worden. De melodiepartij wordt gespeeld op strijkinstrumenten en citeert - sterk vertraagd - Offenbachs Galop Infernale uit diens operette Orphée aux Enfers (tegenwoordig vooral bekend als de Can-Can). Het stuk sluit helder af met akkoorden op de piano die steeds trager tot een afsluiting komen.

### V.Éléphant
"Olifant" - allegretto pomposo. Voor piano en contrabas. Pompeus, 'log' en vrolijk. De lage contrabasmelodie en de zware akkoorden op de piano verbeelden de omvangrijke en onwendbare olifant. Ook in dit deel citeert de componist andere werken, namelijk Berlioz' Danse des sylphes uit diens opera La Damnation de Faust en Mendelssohns A Midsummer Night's Dream (op. 61). Het geheel sluit op marcante wijze af met sterk geaccentueerde slotakkoorden.

### VI.Kangourous
"Kangoeroes" - moderato. Mysterieus, strikt en wringend. Voor twee piano's. De voorslagnoten spelen de chromatische tonen voor een omkering van het c-mineur-akkoord. Wordt geaccelereerd en daarna sterk vertraagd tot aan het korte middenstuk in driekwartsmaat waar weliswaar met akkoorden 'gespeeld en gegoocheld' wordt. Er zitten zowel harmonische als wringende tonen bij. Het is daar erg langzaam en slepend. Dan wordt het thema weer herhaald en dat een keer opnieuw, hierna komt een toonladder van G tot G met bij elke noot de voorslagnoten tot een volledige vertraging tot een zeer langzaam eindstuk dat te vergelijken valt met de middenstukken.

### VII.Aquarium
Andantino. Mysterieus, harmonisch en zeer helder. Twee piano's, strijkinstrumenten, dwarsfluit en glasharmonica (vaak vervangen door glockenspiel of celesta). De piano speelt loopjes die beginnen met de melodievormende noten als eerste en de strijkinstrumenten die de mysterieuze melodie spelen, tot een chromatisch middenstuk op de piano, hierna het voorafgaande ongeveer herhaald met hierna een variatie op het eerste thema, waarop een helder stuk volgt op twee piano's, gracieus met glissando's en arpeggio's die elkaar snel opvolgen. Hierna een variatie op het chromatische thema waarna het helder wordt afgesloten in A-majeur.

### VIII.Personnages à Longues Oreilles
"Personages met Lange Oren" - ad libitum (meestal ongeveer Moderato uitgevoerd). Niet melodisch, vreemd, niet harmonisch. De hoge noten op de violen doen denken dat deze anders gestemd zijn, want ze zijn zo snel met de voorslagnoten dat ze nog hoger lijken dan ze zijn. Hierna komen lage gedeelten op de andere strijkers die zich lijken te accelereren en daarna weer lijken te vertragen, dit is echter niet zo, de nootwaarden veranderen alleen. De strijkers imiteren zo het balken van ezels.

### IX.Le Coucou au Fond des Bois
"De Koekoek in het Diepst van het Woud" - Andante. Harmonieus, droef en schertsend. De piano speelt langzame akkoorden die elkaar op een trieste wijze opvolgen. De klarinet, in de coulissen gepositioneerd, speelt het thema van de noten Bis-Gis (of C-As) die het geheel een schertsend tintje geven. De akkoorden op de piano worden langzamerhand dringend en dreigend. Het thema van de koekoek onderbreekt dit echter steeds weer. Dit thema wordt in totaal 21 keer gespeeld. Het stuk sluit met een harmonieus E-majeurakkoord af.

### X.Volière
Moderato grazioso. Gracieus, snel en doortastend. Dit is absoluut een soort 'expositie' van de instrumenten die aan het werk meedoen. De strijkers spelen steeds tremolo's in F-majeur terwijl de dwarsfluit een vrolijke melodie speelt met snelle noten. Met een sierlijke afwisseling door akkoorden op de piano en de chromatische toonladders wordt het een speels maar erg sierlijk geheel. Je herkent er meteen vogeltjes in als je het hoort.

### XI.Pianistes
"Pianisten" - allegro moderato. Schertsend, beginnend, irritant. Dit is een soort overzicht van etudes, beginnersoefeningen van pianisten die stumperig gespeeld worden en steeds verbeteren naarmate het deel vordert. De akkoorden duiden steeds aan dat het verandert. Het laatste stuk bestaat uit tertsen die steeds afgewisseld worden met een melodietje van de altviool en cello ertussen door, het wordt op markante wijze afgesloten door drie akkoorden.

### XII.Fossiles
"Fossielen" - allegro ridicolo. Veelzijdig, snel, harmonieus. In dit stuk spelen alle instrumenten mee. Het hoofdthema, een citaat uit Saint-Saëns' symfonisch gedicht Danse Macabre (op. 40), wordt direct geïntroduceerd. Net als in Danse Macabre verbeelden de klanken van de xylofoon (versteende) beenderen. Hierna volgen verschillende (variaties op) ouderwetse volksliedjes, zoals J'ai du bon tabac, Ah, vous dirai-je, maman? (bij ons bekend als Kortjakje), Au clair de la lune en Partant pour la Syrie. Ook Rossini's aria Una voce poco fa uit diens opera Il barbiere di Siviglia passeert de revue. Een en ander wordt zo nu en dan afgewisseld met het hoofdthema. De titel van dit deel verwijst wellicht niet alleen naar fossielen, maar (vooral) ook naar het archaïsche karakter van genoemde liedjes.

### XIII.Cygne
"Zwaan" - adagio. Langzaam, zéér gracieus en lieflijk. De piano speelt loopjes in verschillende akkoorden, terwijl de cello de melodie speelt, die opbouwt naar een bepaald hoogtepunt dat er eigenlijk niet echt is. De melodie vordert steeds meer als deze wordt afgesloten op een zeer gracieuze en langzame manier. Met daaropvolgend nog een pianosolo die uit dezelfde loopjes bestaat die steeds dalen. Aleksandr Ziloti en Leopold Godowsky maakten transcripties voor piano solo van dit deel.
De Russische choreograaf Michel Fokine zette Cygne onder de titel De stervende zwaan in 1907 om in een bekende balletsolo voor ballerina Anna Pavlova. De stervende zwaan is nog steeds de meest gedanste balletsolo in de wereld.

### XIV.Finale
Molto allegro. Begint al opwindend met opzwepende tremolo's op de piano's en melodietjes uit de introductie op strijkinstrumenten en snel op elkaar volgende glissando's (vgl. de Introduction), gevolgd door het ludieke hoofdthema. Hierna komt het voornaamste thema uit Hémiones nog een keer naar voren met kleine variaties. Met hierna weer het hoofdthema. Hierna een gemengd stuk dat bestaat uit thema's uit Poules et Coqs en Pianistes Hierna een thema uit Kangourous, dan glissando's en thema's uit Le marche royale du lion en Personnages à longues oreilles. Afgesloten door een paar akkoorden.

## Trivia
- De Russische pianist Aleksandr Ziloti maakte van Le cygne een pianotranscriptie. Hiervan bestaat een vroege plaatopname uit 1924, uitgevoerd door Ziloti's neef, de gevierde componist en pianist Sergej Rachmaninov.
- De componist Alan Menken haalde inspiratie uit Aquarium voor de proloog uit Walt Disneys Belle en het Beest.
- Toen in 2000 een tweede deel van Disneys film Fantasia (Fantasia 2000 genaamd) uitkwam, werd de finale uit Le Carnaval des Animaux gebruikt voor een scène met een jojoënde flamingo.

## Bijzondere uitvoeringen
- In 1962 verscheen een langspeelplaat met Het carnaval der dieren. Kees Stip had Nederlandse tussenteksten geschreven, die door Ted Logeman werden gesproken.
- In 1978 bracht Ton Scherpenzeel van Kayak zijn interpretatie op langspeelplaat uit.
- In 1993 bracht Herman Finkers een theatershow, gebaseerd op Le Carnaval des Animaux. De muziek werd gespeeld door het Valerius Ensemble en de regie was van Misjel Vermeiren. Ook verzorgde het Valerius Ensemble een uitvoering met dit stuk in een "pianistenparade".
- In 2001 zijn er in opdracht van het Arco Baleno ensemble, met de steun van de Vlaamse Gemeenschap, extra delen geschreven, te weten: Camel Caravan (Marc Matthys), Cortège des espèces bien mortes (Jan Huylebroeck), Elégie pour un faon (Frits Celis), Drakemie (Petra Vermote), Eléphantasia (Roland Coryn), Konijn (Boudewijn Buckinx), Kameleon (Yves Bondue) en Pauw (Lucien Posman). Deze zijn uitgebracht op de cd Carnaval des animaux van Arco Baleno.
- In 2013 bracht de levende-standbeeldenvereniging AspasiA (the art of entertainment) een creatie uit met 5 dierenbeelden in oud-goud als muziekdoosje: Koning Leeuwenhart, Haantje de Voorste, De Heraut (het Haasje), De Klokkenluider (Kraai), Puss 'n Boots. Dit wordt begeleid door een bewerking van Aquarium. Deze creatie was o.a. te zien op het NK in Valkenburg, op E-sjouwer te Joure en op het World Statues Festival in Arnhem.

## Complete partituur
- Free Public Domain Sheet Music Complete partituur "Carnaval des Animaux"